# Заилечный сельсовет
Заилечный сельсовет — сельское поселение в Акбулакском районе Оренбургской области Российской Федерации.
Административный центр — село Весёлый Первый.

## История
Статус и границы сельского поселения установлены Законом Оренбургской области от 2 сентября 2004 года № 1424/211-III-ОЗ «О наделении муниципальных образований Оренбургской области статусом муниципального района, городского округа, городского поселения, установлении и изменении границ муниципальных образований».

## Население
| 2010 | 2012 | 2013 | 2014 | 2015 | 2016 | 2017 |
| ---- | ---- | ---- | ---- | ---- | ---- | ---- |
| 923  | ↘905 | ↘900 | ↘884 | →884 | ↘865 | ↘830 |
| 2018 | 2019 | 2020 | 2021 |      |      |      |
| ↘814 | ↘765 | ↘745 | ↘723 |      |      |      |

## Состав сельского поселения
| № | Населённый пункт | Тип населённого пункта       | Население |
| - | ---------------- | ---------------------------- | --------- |
| 1 | Весёлый Первый   | село, административный центр | 700       |
| 2 | Кызылбулак       | посёлок                      | 80        |
| 3 | Майкобулак       | посёлок                      | 7         |
| 4 | Нагумановка      | посёлок                      | 81        |
| 5 | Новоодесский     | посёлок                      | 55        |